# Pseudosteineria coronata
Pseudosteineria coronata är en rundmaskart som först beskrevs av Gerlach 1955.  Pseudosteineria coronata ingår i släktet Pseudosteineria och familjen Monhysteridae. Inga underarter finns listade i Catalogue of Life.